# AV Formula
AV Formula is een Spaans autosportteam dat opgericht werd in 2012 door coureur Adrián Vallés.
In 2012 debuteerde het team in de Formule Renault 2.0 Alps, waar het in de laatste twee raceweekenden van het kampioenschap met Emanuele Zonzini, Tatiana Calderón, Egor Orudzhev en Denis Nagulin reed. Zonzini behaalde met een dertiende plaats in Barcelona het beste resultaat voor het team. In het teamskampioenschap eindigde enkel BVM Racing onder AV.
In 2013 maakt het team de overstap naar de Formule Renault 3.5 Series, waar Arthur Pic en Yann Cunha de coureurs worden.